# At Bear Track Gulch
At Bear Track Gulch è un cortometraggio muto del 1913 diretto da Harold M. Shaw.

## Trama
La comunità mineraria di Bear Track Gulch, composta di soli maschi rudi e selvatici, deve cambiare il proprio comportamento quando in paese arriva la visita di una signora.

## Produzione
Il film fu prodotto dalla Edison Company.

## Distribuzione
Distribuito dalla General Film Company, il film - un cortometraggio in una bobina - uscì nelle sale cinematografiche statunitensi il 14 gennaio 1913. Venne distribuito anche nel Regno Unito il 19 aprile 1913.
Copia della pellicola viene conservata negli archivi del Museum of Modern Art (Thomas A. Edison, Incorporated, collection):